# 聖荷西謀殺案 (舞台劇)
《聖荷西謀殺案》(英語：Murder in San José) 是香港劇作家莊梅岩所著的舞台劇劇本。此劇起初為香港藝術節委約及製作的作品，於第37屆香港藝術節首演後大獲好評，首度獲安排在藝術節演期完結後再度重演，其後更多次於香港及海外公演。
此劇囊括第19屆香港舞台劇獎四獎，包括「最佳導演(悲劇/正劇)」、「最佳劇本」、「最佳女主角(悲劇/正劇)」及「十大最受歡迎製作」。此次亦是編劇莊梅岩第四度奪得香港舞台劇獎「最佳劇本」獎項。
2020年，由此劇改編的同名電影《聖荷西謀殺案》於電影院上映。

## 故事大綱
|                                          | 一個晴朗的早上，Ling 等待着多年不見的兒時鄰里 Sammy 的到訪。 Ling從香港移居至聖荷西十年，住在人煙稀少的郊野山區，但與當地華人並不投緣，所以一直渴望像 Sammy 這樣的老朋友到訪。 Sammy 來了，帶着港式的靈敏和幽默，還有熟悉的回憶和真情，為 Ling 和 Tang 平淡的生活帶來姿采；然而 Sammy 的美麗和熱情，也帶來久違了的創傷和壓力，將潛藏在二人之間的婚姻危機推至極點。 一個陌生的城市，三個異鄉人互揭底牌所引致的殺人事件。 |
| ——莊梅岩，《聖荷西謀殺案》(三度公演)場刊 | |

## 首演及重演(2009年)
首演：

日期：2009年3月4日至8日（共7場）

地點：香港大會堂劇院
重演：

日期：2009年8月27日至9月6日（共10場）

地點：香港演藝學院戲劇院

### 演員列表
| 演員   | 角色          | 關係                         |
| 劉雅麗 | 崔巧玲 (Ling) | Tang之妻 居於聖荷西 懷孕待產 |
| 鄧偉傑 | Tang          | Ling之夫 居於聖荷西          |
| 彭秀慧 | Sammy         | Ling之小學朋友               |
| 張鯽米 | 明哥          | 從台灣移民到美國             |
| 梁小衛 | Zoe           | Patrick之妻 從中國移民到美國 |
| 葉進   | Patrick       | Zoe之夫                      |

### 創作及製作人員列表
| 職位           | 負責者                                                      |
| 編劇           | 莊梅岩                                                      |
| 導演           | 李鎮洲                                                      |
| 佈景及服裝設計 | 曾文通                                                      |
| 燈光設計       | 劉銘鏗                                                      |
| 音樂及音響設計 | 何俊傑 Frankie Ho                                           |
| 監製           | 香港藝術節                                                  |
| 製作經理       | 張向明                                                      |
| 執行監製       | 陳志勇                                                      |
| 執行舞台監督   | 曾慧筠                                                      |
| 助理舞台監督   | 何綺微                                                      |
| 舞台助理       | 朱日日、林仁健                                              |
| 服裝主任       | 張黛儀                                                      |
| 化妝           | Lumakeup                                                    |
| 髮型           | Daniel Cheng＠Chin. G（鄧偉傑） Ray Mork＠Chin. G（彭秀慧） |
| 英文字幕       | 張敏儀                                                      |
| 字幕控制       | 謝穎琦                                                      |
| 攝影           | 羅金翡、凌濛、張志偉                                        |

## 三度公演(2011年)
日期：2011年3月3日至13日（共10場）

地點：香港大會堂劇院

### 演員列表
| 演員   | 角色          | 關係                         |
| 劉雅麗 | 崔巧玲 (Ling) | Tang之妻 居於聖荷西 懷孕待產 |
| 鄧偉傑 | Tang          | Ling之夫 居於聖荷西          |
| 彭秀慧 | Sammy         | Ling之小學朋友               |
| 張鯽米 | 明哥          | 從台灣移民到美國             |
| 梁小衛 | Zoe           | Patrick之妻 從中國移民到美國 |
| 葉進   | Patrick       | Zoe之夫                      |

### 創作及製作人員列表
| 職位               | 負責者            |
| 編劇               | 莊梅岩            |
| 導演               | 李鎮洲            |
| 佈景及服裝設計     | 曾文通            |
| 燈光設計           | 劉銘鏗            |
| 音樂及音響設計     | 何俊傑 Frankie Ho |
| 監製               | 香港藝術節        |
| 製作經理           | 張向明            |
| 執行舞台監督       | 曾慧筠            |
| 助理舞台監督       | 何綺微            |
| 製作電機師         | 李潔汶            |
| 音樂及音響設計助理 | 許肇麟            |
| 助理監製           | 劉寶恩            |
| 舞台助理           | 司徒偉波、林仁健  |
| 服裝主任           | 張黛儀            |
| 化妝               | 馬穎芝            |
| 英文字幕           | 張敏儀            |
| 英文字幕翻譯改編   | 黃哲倫            |
| 字幕控制           | 李善宜            |

## 四度公演(2021年)
日期：2021年4月30日至5月16日（共15場）

地點：香港演藝學院歌劇院

備註：時值新冠肺炎疫情在香港蔓延，受限於香港政府防疫規定，此次公演只出售75%門票。

### 演員列表
| 演員   | 角色           | 關係                         |
| 田蕊妮 | 崔巧玲 (Ling)  | Tang之妻 居於聖荷西 懷孕待產 |
| 潘燦良 | 鄧少昌 (Tang)  | Ling之夫 居於聖荷西          |
| 溫玉茹 | 張詠兒 (Sammy) | Ling之小學朋友               |
| 葉進   | Patrick        |                              |
| 朱栢謙 | 沈建明 (明哥)  | Ling之舊同事                 |
| 趙伊禕 | Zoe            |                              |

### 創作及製作人員列表
| 職位               | 負責者                                                                       |
| 主辦               | 達摩工作室 Dharma Workshop Ltd                                               |
| 協辦               | 實在製作 Such Films Ltd                                                      |
| 編劇               | 莊梅岩                                                                       |
| 導演               | 甄詠蓓                                                                       |
| 監製               | 朱仲銘                                                                       |
| 佈景設計           | 葉卓棠                                                                       |
| 燈光設計           | 陳焯華                                                                       |
| 音樂及音響設計     | 馮展龍                                                                       |
| 服裝及造型設計     | Alan Ng                                                                      |
| 助理服裝設計       | 羅煥芳                                                                       |
| 製作總監           | 陳寶愉                                                                       |
| 舞台監督           | 陳緻諾                                                                       |
| 執行舞台監督       | 麥凱欣                                                                       |
| 助理舞台監督       | 楊淑雯                                                                       |
| 總舞台技師         | 陳耀輝                                                                       |
| 舞台技師           | 李國威、孫國華                                                               |
| 燈光編程員         | 張詠彤                                                                       |
| 總電機師           | 李嘉雯                                                                       |
| 燈光技師           | 梁景欣、馮晞彤、陳煒華、張凱泓                                               |
| 現場混音師         | 林冠江                                                                       |
| 音響技師           | 吳凱鈴                                                                       |
| 服裝主管           | 黃迪汶                                                                       |
| 髮型               | Ritz Lam@Leonardo 3 Hair Corner（田蕊妮） Ray Mork@AdmiX Hair Styling        |
| 化妝               | Meegan Seak（田蕊妮） LUMAKEUP.ME                                            |
| 舞台製圖師         | 朱紹銘                                                                       |
| 舞台模型製作員     | 顧美玲                                                                       |
| 海報美術及服裝總監 | Alan Ng                                                                      |
| 海報攝影           | Simon C                                                                      |
| 海報設計           | Kent Fok@TN PEACOCK                                                          |
| 海報髮型           | Ritz Lam@Leonardo 3 Hair Corner（田蕊妮） Ray Mork@AdmiX Hair Styling        |
| 海報化妝           | Meegan Seak（田蕊妮） LUMAKEUP.ME                                            |
| 宣傳錄像           | Angus Ng                                                                     |
| 排練拍攝           | Steve Syphargenic                                                            |
| 電子宣傳媒體團隊   | 陳惠欣@suchfilms 馮皓賢@suchfilms 張志樂（攝影） 單海雯（美術） 寶蓮（文案） |
| 場刊設計           | 梁子峰@studio-m.hk                                                           |
| 場刊製作統籌       | studio-m                                                                     |
| 場刊印刷           | Allion Printing Co. Ltd.                                                     |
| 佈景製作           | 迪高美術製作公司                                                             |
| 燈光器材提供       | C'est Bon Projects Corporation Limited                                       |
| 音響器材提供       | J-reamy Sound                                                                |
| 字幕器材提供       | Onevent Productions Limited                                                  |

## 澳門藝術節公演
日期：2014年5月23日至25日（共3場）

地點：澳門文化中心小劇院

### 演員列表
| 演員           | 角色          | 關係                         |
| 梁依倩         | 崔巧玲 (Ling) | Tang之妻 居於聖荷西 懷孕待產 |
| 李俊傑         | Tang          | Ling之夫 居於聖荷西          |
| 李穎蕾（香港） | Sammy         | Ling之小學朋友               |
|                | 明哥          |                              |
|                | Zoe           |                              |
|                | Patrick       |                              |

### 創作及製作人員列表
| 職位                   | 負責者         |
| 編劇                   | 莊梅岩（香港） |
| 導演                   | 黃樹輝         |
| 監製                   | 李俊傑         |
| 主辦                   | 戲劇農莊       |
| 執行監製、執行舞台監督 | 成達峰         |
| 製作經理               | 潘曉儀（香港） |
| 佈景設計               | 黃逸君（香港） |
| 服裝設計               | 何珮姍（香港） |
| 燈光設計               | 楊子欣（香港） |
| 音響設計               | 馮璟康（香港） |
| 化妝設計               | 胡智慧         |
| 舞台監督               | 周浩然         |

## 新加坡公演
日期：2011年4月1日至2日（共2場）

地點：濱海藝術中心劇院

### 演員列表
| 演員   | 角色          | 關係                         |
| 劉雅麗 | 崔巧玲 (Ling) | Tang之妻 居於聖荷西 懷孕待產 |
| 鄧偉傑 | Tang          | Ling之夫 居於聖荷西          |
| 彭秀慧 | Sammy         | Ling之小學朋友               |
| 張鯽米 | 明哥          | 從台灣移民到美國             |
| 梁小衛 | Zoe           | Patrick之妻 從中國移民到美國 |
| 葉進   | Patrick       | Zoe之夫                      |

### 創作及製作人員列表
| 職位 | 負責者 |
| 編劇 | 莊梅岩 |
| 導演 | 李鎮洲 |

## 美國東岸公演
日期：2014年11月8日至16日（共7場）

地點：Abrons Art Center

### 演員列表
| 演員   | 角色          | 關係                         |
| 韓綽桐 | 崔巧玲 (Ling) | Tang之妻 居於聖荷西 懷孕待產 |
| 梁浩賢 | Tang          | Ling之夫 居於聖荷西          |
| 黃紀茜 | Sammy         | Ling之小學朋友               |
| 譚恆   | 明哥          | 從台灣移民到美國             |
| 蕭鳳翔 | Zoe           | Patrick之妻 從中國移民到美國 |
| 李家域 | Patrick       | Zoe之夫                      |

### 創作及製作人員列表
| 職位 | 負責者         |
| 編劇 | 莊梅岩（香港） |
| 導演 | 黃澤基         |
| 主辦 | 四海劇社       |

## 美國西岸公演（三藩市灣區/聖荷西）
日期：2024年5月4日至5日（共3場）

地點：Hillsdale Little Theater

主辦：素人劇社

### 演員列表
| 演員                 | 角色          | 關係                         |
| 高可慧 (Miu Miu)     | 崔巧玲 (Ling) | Tang之妻 居於聖荷西 懷孕待產 |
| 黃寶為               | Tang          | Ling之夫 居於聖荷西          |
| 紀舒                 | Sammy         | Ling之小學朋友               |
| 吳宇發               | 明哥          | 從台灣移民到美國             |
| 葉麗玲               | Zoe           | Patrick之妻 從中國移民到美國 |
| George Tin（田兆豐） | Patrick       | Zoe之夫                      |

### 創作及製作人員列表
| 職位             | 負責者                                                    |
| 原創編劇         | 莊梅岩                                                    |
| 導演             | 趙睿                                                      |
| 監製             | 黃寶為                                                    |
| 舞台監督         | 龍仔                                                      |
| 舞台助理及道具組 | 張慈恩，趙淑嫻(Susie)，于皓                               |
| 場記，統籌及字幕 | 甄綺妍(Tina Zhen)                                         |
| 燈光及音響組     | Zane，鯨魚，桃桃                                          |
| 服裝及化妝       | 趙淑嫻(Susie)，李潔盈(Lily Li)，安琪拉(Angela)            |
| 宣傳             | 張慈恩，李潔盈，任佩雲，郁竹，姚煜，George Tin            |
| 平面設計         | 黃寶為                                                    |
| 接待組           | 李潔盈(Lily Li)，吳加欣                                   |
| 主題曲《幽禁》   | 作曲：安琪拉（Angela） 填詞/主唱：黃寶為                  |
| 攝影             | 汝康（Paiay），陳偉康，Jack Ma&阿花@Over Power Production |
| 行政顧問         | Sharon Ku，Nelson Tam                                     |

## 出版紀錄
此劇獲選為第37屆香港藝術節「新劇本選2009」。另外，由天地圖書出版的《莊梅岩劇本集──五個得獎作品》中，收錄了此劇與另外四部由莊梅岩所著的舞台劇劇本。